# Elmenhorst (Stormarn)
Elmenhorst é um município da Alemanha localizado no distrito de Stormarn, estado da Schleswig-Holstein. Pertence ao Amt de Bargteheide-Land.